# Острово-Косьцельне
Острово-Косьцельне (пол. Ostrowo Kościelne) — село в Польщі, у гміні Стшалково Слупецького повіту Великопольського воєводства.
Населення — 174 особи (2011).
У 1975-1998 роках село належало до Конінського воєводства.

## Демографія
Демографічна структура станом на 31 березня 2011 року:
|          | Загалом | Допрацездатний вік | Працездатний вік | Постпрацездатний вік |
| -------- | ------- | ------------------ | ---------------- | -------------------- |
| Чоловіки | 86      | 22                 | 57               | 7                    |
| Жінки    | 88      | 25                 | 45               | 18                   |
| Разом    | 174     | 47                 | 102              | 25                   |